# Bulbostylis pachypoda
Bulbostylis pachypoda là một loài thực vật có hoa trong họ Cói. Loài này được Kral & M.T.Strong mô tả khoa học đầu tiên năm 1999.